# Nobiliario Alicantino
El Nobiliario Alicantino de 1678 que fue recopilado por Fray  Agustín de Arques, de la Real y Militar Orden de la Merced, está considerado el auténtico tratado de la nobleza alicantina.  Identifica y recoge la genealogía de las familias nobles asentadas en Alicante, así como quienes ocuparon las instituciones de la Ciudad que formó parte del antiguo Reino de Valencia (España). 
Por nobiliario entendemos el libro que trata sobre la nobleza y la genealogía de las familias nobles de un territorio, a diferencia del armorial que recoge y describe los escudos de armas o blasones de esas familias nobles.  
La obra, basada en una compilación de apellidos nobles alicantinos realizada por algún miembro de la familia Domenech en 1678 -tal y como reconoce el autor-, fue completado posteriormente por él. Fray Agustín fue quien le proporcionó estructura y sentido resultando, así, el primer nobiliario alicantino que fue publicado años después (1794). Además incluyó los cambios impuestos por la Real Cédula del Rey Luis I de España dada el 14 de agosto de 1724, sobre la Nobleza del Reino de Valencia en la que se mantienen las cuatro clases de nobleza para el Reino de Valencia, propias de las tierras de Reconquista, a diferencia de los Reinos de Castilla donde la nobleza no titulada se denomina con el nombre común de hidalgos (sean de sangre y solar o de privilegio). 
Los "Nobles" propiamente eran aquellos a quienes se había dado Real título de tales; los "Generosos", eran los hidalgos de sangre y solar conocido; los "Caballeros", eran los hidalgos de privilegio personal a quienes por Real gracia se habían armado tales y no transmitían su estatus (todos estos eran insaculados en el saco major para participar en el sorteo de las magistraturas del Consell de la Ciudad); y finalmente los ciudadanos que se dividían en "Ciudadanos de inmemorial", aquellos que habiendo sido admitidos a vestir el hábito de cualquier Orden Militar de Caballería, o hubieren sido Jurados (regidores) u ocupado otra magistratura en la ciudad de Alicante -dentro del saco minor- eran tenidos por hidalgos de sangre y solar conocido, y los "Ciudadanos honrados", especialidad únicamente posible en las ciudades de Alicante, San Felipe y Valencia que, en base al privilegio concedido a ellas, agrupaban a los que hubieran sido habilitados por Real despacho para formar parte del concurso y sorteo –insaculación- que anualmente se hacía para estos oficios en esos municipios (también dentro del saco minor) siendo tenidos por hidalgos de privilegio.
Nota del autor: el Consell o Consejo de la Ciudad generalmente lo componían el Justicia, los Jurados (4 o 5) y el Almotacén.
Apellidos que constan en el Nobiliario a fecha de 1678:  
| - Ansaldo - Bonivern - Berardo - Berenguer - Borgoñó - Bojoní - Ceverio - Castillo - Çaragoça - Canicia - Cucarella | - Domenech - Fernández de Mesa - Ferrer - Franquí - Forner - Gosalbez (Gozalbez) - Ivarra de Mijancas - Juan (3 linajes distintos) - Llanos - Llop - Mingot - Martínez de Vera | - Martínez de Fresneda - Morales - Miguel - Maltés - Nogueroles - Pérez de Sarrió - Pascual del Pubil - Pascual de Ibarra - Pascual de Orán - Pascual de Riquelme - Pascual de Bonanza | - Pascual de la Verónica - Pasqual - Paravecino - Rotlá - Ruiz - Scorcia - Sánchez - Salafranca - Talayero - Vergara - Wirrall |